# Gilbert Bandy de Nalèche
Pour les articles homonymes, voir Bandy (homonymie).
Gilbert-Jacques Bandy de Nalèche, né le 3 avril 1756 à Felletin (Creuse), et mort le 24 avril 1820 dans la même ville, est un général et député français de la Révolution et de l’Empire.

## Biographie
Fils de Léonard Bandy de Lachaud et de Françoise Barginat (1734-1811), Gilbert Bandy de Nalèche naît le 3 avril 1756 et baptisé le même jour dans l'église Notre-Dame du château. Il choisit le métier des armes et devient capitaine de grenadiers le 22 septembre 1791 puis lieutenant colonel le 10 novembre suivant, il se distingue à la tête du 1er bataillon de volontaires de la Creuse en contribuant largement à la délivrance de Thionville, en septembre 1792, et reçoit le commandement du 20e régiment de chasseurs à cheval. 
Affecté à l'armée des Ardennes en 1793, il devient général de brigade à titre provisoire le 10 novembre puis définitivement le 13 juin 1795. Contraint de rentrer en France à cause de ses nombreuses blessures, il quitte l'armée des Ardennes le 13 juillet suivant et rejoint l'armée de Sambre-et-Meuse, où il sert jusqu'au 23 mars 1797.
Il accepte alors les fonctions d'inspecteur de la 13e légion de gendarmerie et obtient le grade de chef de division de gendarmerie le 10 juin 1797.
Hostile au coup d'État du 18 brumaire, il vote contre le consulat à vie, ce qui lui vaut d'être réformé. 
Resté en disgrâce durant six ans, Napoléon le nomme chef de brigade dans la cavalerie le 8 août 1809, gouverneur de Bréda et de Walcheren le 10 février 1810 puis commandant supérieur des îles de la Zélande en 1814, qu'il reçoit l'ordre de remettre aux troupes néerlandaises. Baron de l'Empire en 1812, il est nommé chevalier de la Légion d'honneur le 14 avril 1813.
Admis à la retraite sous la Première Restauration le 24 octobre 1814 et fait chevalier de l'ordre royal et militaire de Saint-Louis le 31 janvier 1815, il est élu pendant les Cent-Jours par l'arrondissement d'Aubusson le 10 mai 1815 à la Chambre des représentants, où il ne prend pas la parole. Il rentre dans ses foyers sous la Seconde Restauration et meurt le 24 avril 1820, à Felletin, à l'âge de 64 ans.

## Famille
Marié le 22 novembre 1773 en l’église Sainte-Croix d’Aubusson à Marie-Victoire Grellet du Montand, morte le 18 avril 1817 à Moutier-Rozeille, également appelée Victorine, la sœur de Jean-Baptiste Grellet de Beauregard, son fils, Auguste-François-Léonard, né le 10 septembre 1789 à Felletin, mort le 23 juillet 1868 à Moutier-Rozeille,, devient officier puis avocat, sous-préfet d'Aubusson le 22 août 1830 et inspecteur général des établissements de bienfaisance en août 1844. Marié à Françoise-Arsène Lepetit-Laforest, celui-ci est le père de Louis Bandy de Nalèche.

## Sources
- Adolphe Robert, Gaston Cougny, Dictionnaire des parlementaires français de 1789 à 1889, Edgar Bourloton, 1889, tome 1 (de Baillot à Bandy de Nalèche), p. 150.